# Wipgalg

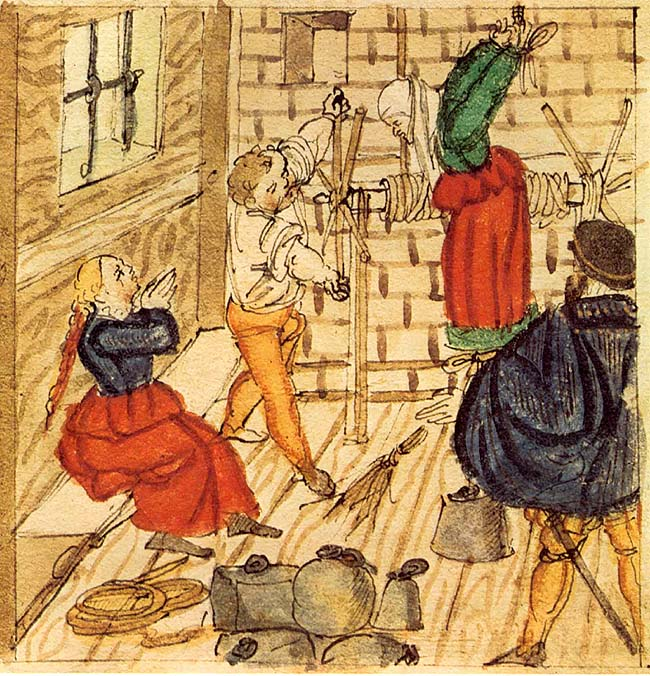
Wipgalg

Een wipgalg, palei, schopstoel of schupstoel is een middeleeuws strafwerktuig of folterinstrument.
De voorziening bestaat uit een takel en touwen. De handen van de verdachte zijn op de rug samengebonden. Met het trektouw van de wipgalg worden de handen omhoog getrokken, langs de rug tot over het hoofd, met ontwrichting van de schouders als gevolg.
De veroordeelde misdadiger wordt soms enkele meters opgehesen om vervolgens te worden losgelaten, zodat hij in de modder of op een puntenbed valt.
De schopstoel met puntenbed is voornamelijk gebruikt bij het bestraffen van zwaardere misdaden, maar het betrof vanzelfsprekend ook een lichtere straf dan de doodstraf.
Het instrument werd vaak door de inquisitie gebruikt om bekentenissen los te krijgen, onder meer tijdens heksenprocessen. Ook in de concentratiekampen Sachsenhausen en Dachau werd het foltertuig gebruikt. In het Fort van Breendonk werd het eveneens door de Gestapo ingezet om verklikking te verkrijgen.